# 의성 대곡사 적조암 구포루
의성 대곡사 적조암 구포루(義城 大谷寺 寂照庵 九苞樓)는 대한민국 경상북도 의성군 다인면 봉정리, 대곡사 적조암에 있는 조선시대의 건축물이다. 2014년 12월 18일 경상북도의 문화재자료 제626호로 지정되었다.

## 개요
대곡사 적조암 구포루는 기록에 따르면 19세기 중반에 건립된 것이나 그 유래는 17세기까지 소급되고 18세기에도 중창한 적이 있다. 대곡사 고승 진영이 보관된 적이 있어 진영각 역할을 한 사실을 알 수 있다. 역사적 의미에서 중요한 고승의 활동과 사건은 기록상 보이지 않는다. 다만 상량문에 따르면 봉황이 머문다는 뜻에서 유래하고 이 건물이 있는 적조암은 비봉산의 주맥에 연결된 것이라 한 만큼, 경과적으로 의미가 있고 현존 대곡사 암자로는 유일하다. 대곡사는 전성기에 9암자를 가지고 있었으나 지금은 적조암만 남아 있다. 적조암 구포루는 인법당으로 1847년 창건하였는데 누마루를 가진 매우 독특한 양식의 건물이다. 이러한 상황으로 볼 때 이 건물은 대곡사의 입장에서나 건축적인 가치를 볼 때 일견 매우 의미 있는 것으로 볼 수도 있다. 그러나 아쉽게도 건물의 일부가 파손되어 원래의 모습을 잃었고, 법당이 방으로 개조되고 방 뒤편에 벽장을 신설하는 등 일부 부분에서 변형이 있다.
구포루는 정면4칸, 측면4칸 규모의 ‘ㄱ’자형 건물로 평면은 경사진 대지를 이용하여 뒤쪽은 온돌방을 설치하고 전면으로는 정면2칸, 측면2칸 규모의 마루를 돌출시켰는데, 마루의 하부에는 하층주를 세워 상부의 마루는 누마루를 이루게 하였고, 누마루 주위에는 계자각을 세운 헌함을 둘렀으며, 처마의 주위에는 활주를 세우고, 가구는 오량가의 이익공으로 창방과 장혀사이 초각한 사자모양의 화반을 설치하였으며 내부에 다락방을 설치하는 등 다른 지역에서 볼 수 없는 특이한 형태의 건축물이다. 따라서 원형이 훼손된 부분만을 고려하면 문화재적 의미가 약하지만, 건축적 희소성을 고려해 볼 때 문화재로 지정하여 보존ㆍ관리하는 것이 바람직할 것으로 판단되어 문화재자료로 지정한다.

## 참고 자료
- 의성 대곡사 적조암 구포루 - 국가유산청 국가유산포털